# Stockholmský syndrom (film)
Stockholmský syndrom je český dramatický dvoudílný film, který premiérově vysílala Česká televize. Režisérem filmu byl Dan Svátek, scénář napsal Miroslav Sovják. Hlavní roli policisty Viktora Mojžíše obsadil herec David Švehlík. Dělí se na díly Stockholmský syndrom (1/2) a Stockholmský syndrom (2/2).

## Obsazení
| David Švehlík      | Viktor Mojžíš       |
| Zuzana Mauréry     | Helena Osecká       |
| Martin Finger      | Jindřich Osecký     |
| Elizaveta Maximová | Klára Osecká        |
| Vojtěch Vondráček  | Lukáš Kulhánek      |
| Martin Pechlát     | podplukovník Taraba |
| Sylvie Krupanská   | Marta Mojžíšová     |
| Karolína Lipowská  | Linda Mojžíšová     |

## Kritika
Seriál byl kritikou přijat kladně. Na webu iDNES.cz film obdržel 70% hodnocení. Od uživatelů Česko-Slovenské filmové databáze film získal také 70% hodnocení.